# Wilhelm von Minckwitz

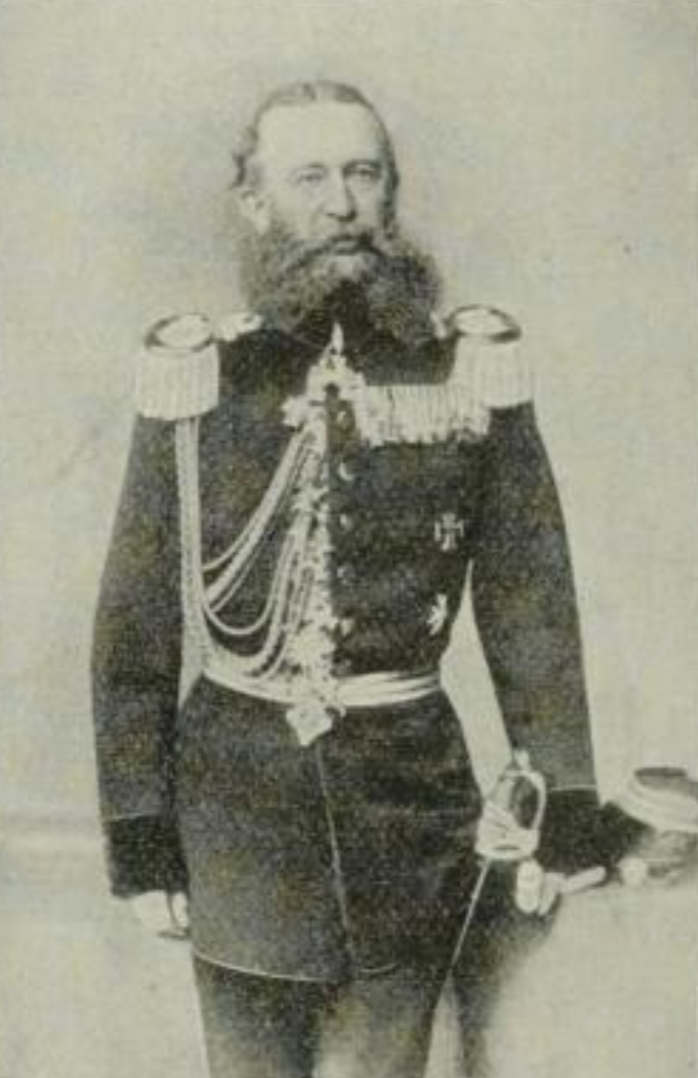
Wilhelm von Minckwitz

Wilhelm „Willy“ von Minckwitz (* 21. April 1837 in Staschwitz in der Elsteraue; † 26. Februar 1922 in Dornreichenbach) war ein sächsischer General der Infanterie und Generaladjutant des sächsischen Königs.

## Herkunft
Wilhelm von Minckwitz entstammte dem alten mitteldeutschen Adelsgeschlecht Minckwitz. Er war der Sohn von Rudolf Leopold von Minckwitz (1798–1868) und dessen Ehefrau Ida Henriette Adolphine, geborene Nehrhoff von Holderberg aus dem Hause Gebersbach (1804–1840). Sein Vater war ein königlich sächsischer Hauptmann a. D., sowie Herr auf Staschwitz und Nieder-Grauschwitz. Er hatte zwei Brüder, nämlich den sächsischen General der Infanterie Erwin von Minckwitz und den preußischen General der Infanterie Rudolf von Minckwitz.

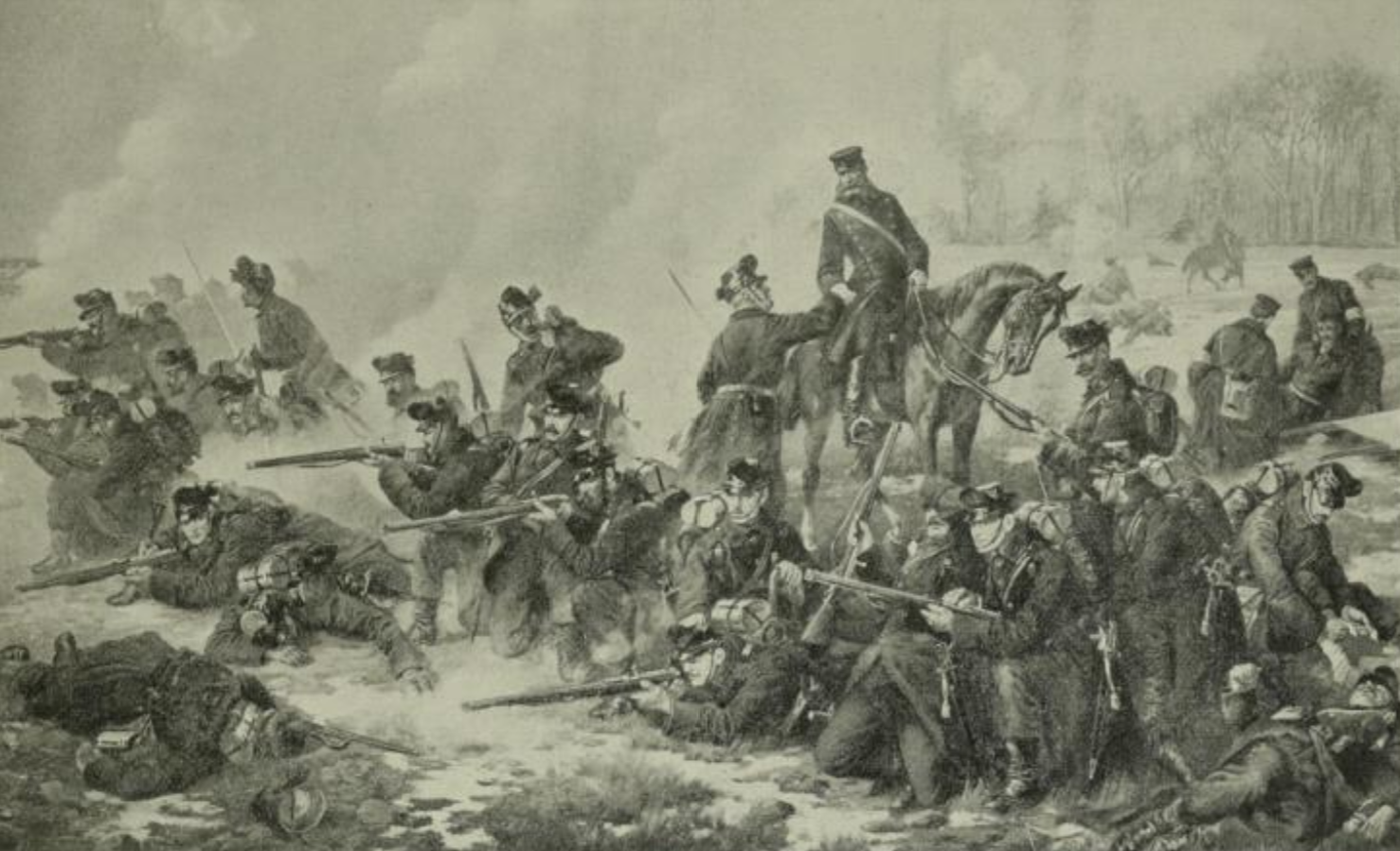
Hauptmann von Minckwitz verspricht Major Schlick Hilfe während der Schlacht bei Villiers

## Leben
Wilhelm von Minckwitz trat 1852 in den Kadettenkorps der sächsischen Armee ein und wurde nach langjähriger Erziehung am 1. April 1855 als Portepeejunker der leichten Infanterie übergeben. Er avancierte 1856 zum Leutnant und durchlief in den folgenden Jahren eine typische militärische Laufbahn beim 4. Jäger-Bataillon, wobei er 1862 zum Oberleutnant und Adjutanten des 1. Jäger-Bataillons ernannt wurde. In dieser Eigenschaft nahm Oberleutnant von Minckwitz mit seinem Verband am Krieg gegen Preußen teil, wobei er mit Auszeichnung an der Schlacht bei Gitschin und der Schlacht bei Königgrätz teilnahm. Noch im selben Jahr wurde er Adjutant der Jäger-Brigade. Nach Niederlage des Königreich Sachsen und anschließender Neuorganisation der sächsischen Armee wurde er 1867 unter Beförderung zum Hauptmann und Kompaniechef dem 1. Königlich Sächsischen Jäger-Bataillon Nr. 12 zugeteilt. Er war bis 1869 in dieser Eigenschaft und wurde nachfolgend als Adjutant dem Generalkommando des XII. (I. Königlich Sächsisches) Armee-Korps zugeteilt, wobei er in dieser Position den Krieg gegen Frankreich mitmachte und verwundet wurde. Er zeichnete sich am 2. Dezember 1870 bei der Schlacht bei Villiers deutlich aus, wobei er als Adjutant durch einen kühnen Ritt durch feindliches Feuer um sich beim I. Bataillon des Schützen-(Füsilier-)Regiment „Prinz Georg“ (Königlich Sächsisches) Nr. 108 unter Major Paul Alfred Schlick zu erkundigen. Er berichtete seine Erkenntnisse demnach dem Kommandierendem General seines Armee-Korps, wonach dem Bataillon schleunigst Hilfe entsendet werden konnte. Für seine dortigen Verdienste wurde er zum Flügeladjutanten des Kronprinzen Albert sowie des Prinzen Georg ernannt.
Nach Kriegsende avancierte er 1873 zum Major und wurde nach Regierungsantritt des Königs Albert zu dessen Flügeladjutanten ernannt. Er verblieb die weiteren Jahre in dieser Eigenschaft und konnte eine Freundschaft mit dem sächsischen König aufbauen. 1881 kehrte er unter Beförderung zum Oberst in den Truppendienst zurück und wurde am 5. April des Jahres Regimentskommandeur des Schützen-(Füsilier-)Regiment „Prinz Georg“ (Königlich Sächsisches) Nr. 108. Nach sechsjähriger Führung wurde er am 1. April 1887 unter Beförderung zum Generalmajor Brigadekommandeur der Grenadier-Brigade. Unter Genehmigung seines Abschiedsgesuches wurde er 1889 zur Disposition gestellt.
Im Ruhestand wurde er Generaladjutant des sächsischen Königs und stieg die weiteren Jahre bis zum General der Infanterie auf. Er wurde zudem als Chef der Vermögensverwaltung des sächsischen Königs verwendet. Im Zuge der Hundertjahrfeier der leichten Infanterie wurde er mit der Auszeichnung geehrt, á la suité des Schützen-Regiment 108 gestellt zu werden. Oswald von Carlowitz urteilte über ihn:

„Minckwitz besaß im vollsten Maße die Sympathien des Königs und hat sie sich stets zu erhalten gewußt, ich kann sagen, wie niemand vor und nach ihm.“

## Familie
Minckwitz heiratete am 21. September 1877 Marie Charlotte von Fabrice (* 21. März 1858; † 8. April 1898).